# Evangelische Kirche (Hombressen)

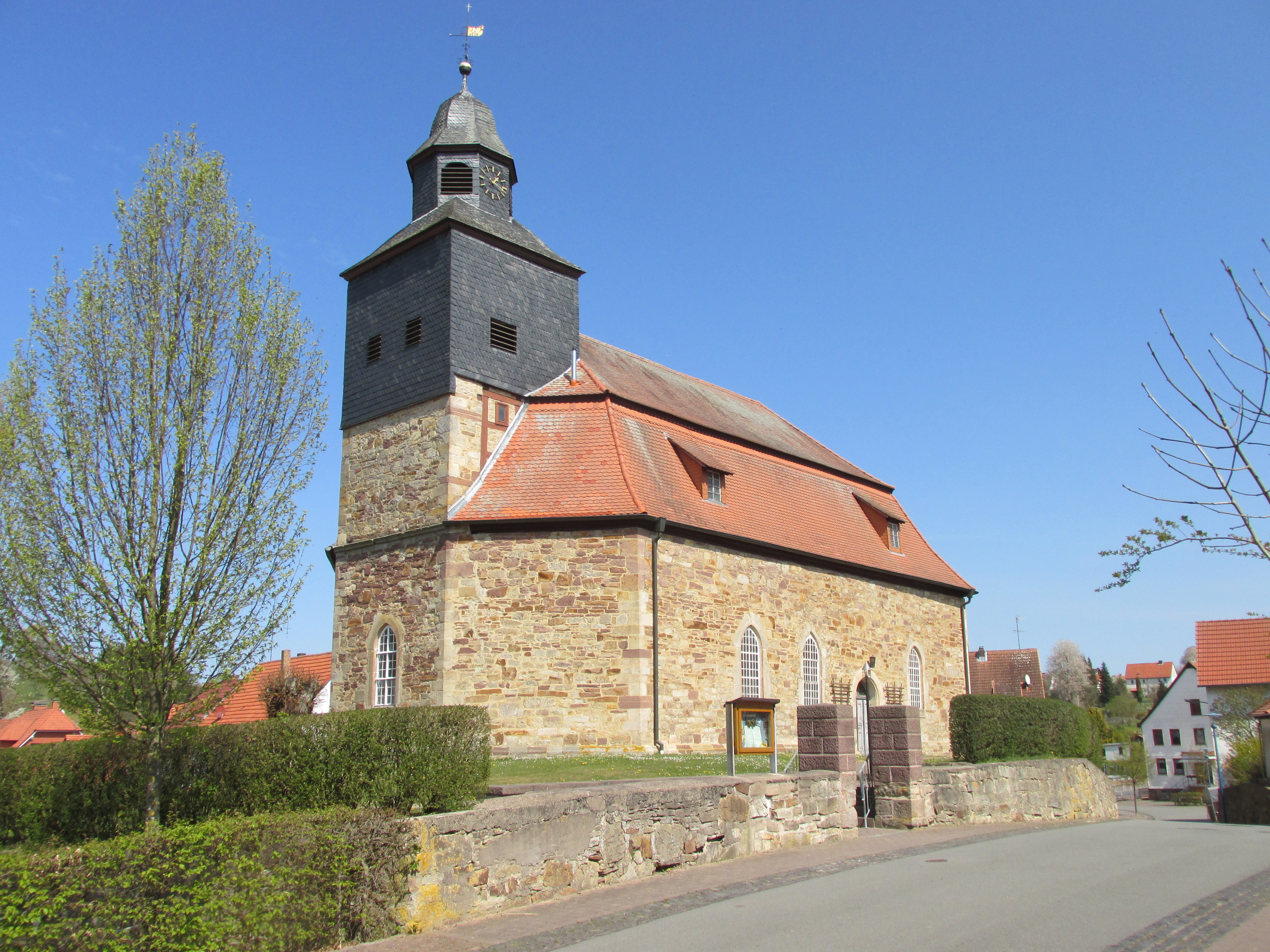
Evangelische Kirche in Hombressen

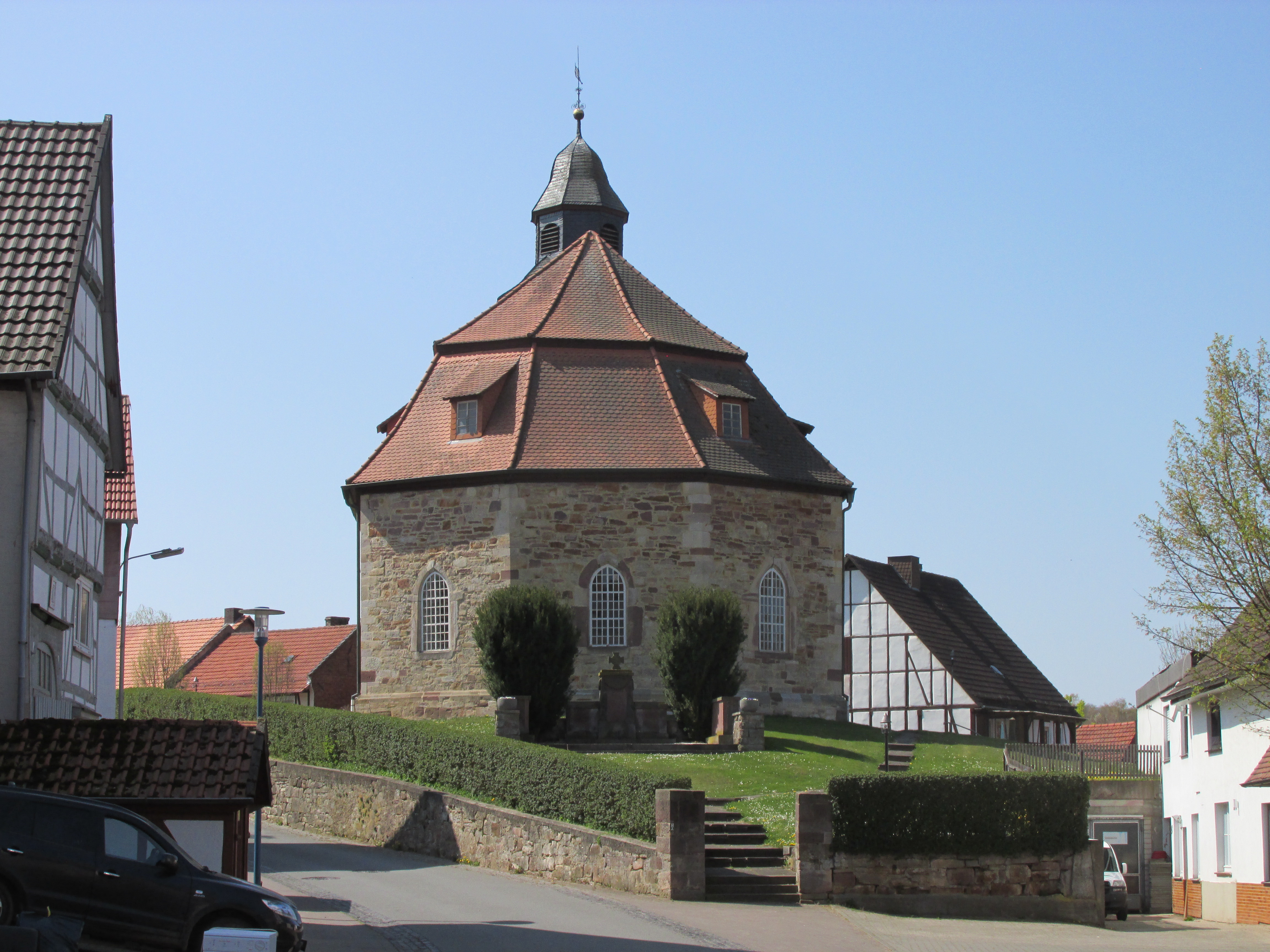
Chor

Die evangelische Kirche Hombressen ist ein denkmalgeschütztes Kirchengebäude, das im Ortsteil Hombressen der Stadt Hofgeismar im Landkreis Kassel (Hessen) steht. Sie gehört zur Kirchengemeinde Hombressen-Udenhausen im Kirchenkreis Hofgeismar-Wolfhagen im Sprengel Kassel der Evangelischen Kirche von Kurhessen-Waldeck.

## Beschreibung
Die Saalkirche wurde unter Verwendung von Teilen des Vorgängerbaus 1718/19 aus Bruchsteinen erbaut. Das mit einem Mansarddach bedeckte Kirchenschiff hat nach Osten und Westen einen dreiseitigen Schluss. Im Westen steht ein eingezogener quadratischer Dachturm, der mit einem schiefergedeckten Geschoss aufgestockt wurde, auf dem sich ein achteckiger Aufsatz mit der Turmuhr befindet, der von einer glockenförmigen Haube bekrönt wird. 
Der Innenraum ist mit einem hölzernen Tonnengewölbe überspannt, das 1956/57 mit Leisten gegliedert wurde. Zur Kirchenausstattung gehört eine Kanzel mit einem Schalldeckel, die im Stil des 17. bzw. 18. Jahrhunderts gestaltet sind. Daneben befindet sich ein Pfarrstand. Im Westen wurde eine zweigeschossige Empore eingebaut, auf der die Orgel mit elf Registern, zwei Manualen und einem Pedal steht. Sie wurde 1831 von Johann Dietrich Kuhlmann gebaut und 1984 von der Orgelbau Schmid restauriert.